# Burgus Leányfalu
Der Burgus Leányfalu ist ein kleiner römischer Militärstandort, der als spätantiker Wohn- und Wachturm (Burgus) für die Kontrolle eines Donauabschnitts des pannonischen Limes (Limes Pannonicus) zuständig war. Der Strom bildete in weiten Abschnitten die römische Reichsgrenze. Die ergrabenen und zu besichtigenden Reste der Anlage befinden sich in der Gemeinde Leányfalu (deutsch Mädchendorf) im ungarischen Komitat Pest, nahe der Hauptstraße nach Budapest, am Westufer des Donau-Westarms.

## Lage

Der Limes Pannonicus am Pilisgebirge

Der Burgus von Leányfalu wurde auf dem Gebiet der im 4. Jahrhundert n. Chr. eingerichteten pannonischen Provinz Valeria nahe dem zum Pilisgebirge ansteigenden Westufer des Donauwestarms errichtet. Nördlich fließt der Dóra-Bach zur Donau hin ab, in dieser Himmelsrichtung, als auch mit Blick nach Süden konnten die Burgi entlang des Westarms eingesehen werden. Auch mit den Stationen auf der Donauinsel Szentendrei (Sankt-Andrä-Insel), die von Leányfalu aus im Nordosten und Südosten lagen, war eine Verbindung möglich. Am Burgus lag eine bedeutende Grenz- und Heerstraße, die der Donau folgend nach Aquincum (Budapest) mit seinem Legionslager führte.

## Forschungsgeschichte
Erste weitgehende Freilegungen fanden 1915 unter dem Archäologiepionier Valentin Kuzsinszky (1864–1938) statt, wobei die historischen Ablagerungensschichten unbesehen vernichtet wurden. 1963 folgte eine Nachgrabung unter der Leitung des Archäologen Sándor Soproni (1926–1995). Zuvor hatte Andreas Alföldi (1895–1981) die 1915 gefundene Keramik untersucht. Das gesamte keramische Fundmaterial wurde erstmals vollständig 1991 von Katalin Ottományi publiziert. Die während der Grabung aufgedeckten baulichen Reste konnten 1965 nach den Plänen von Ágnes Vladár teilrekonstruiert werden. Ottományi wurde 2007 selbst vor Ort aktiv. Damals fand eine Notgrabung im Areal statt, bei der eine Grablege zu Tage kam. Im Jahre 2012 erfolgte im Zuge einer Neuanlage der angrenzenden Tankstelle eine Generalsanierung des Burgusareals, zu der ein neu angelegter baumbestandener Kiesweg sowie eine neue Schautafel zählte. Ein bereits vor diesen Arbeiten angelegter Hügel, der vor dem südlichen Eingang aufgeschüttet worden ist, ermöglicht einen guten Blick über die antike Stätte.

## Baugeschichte

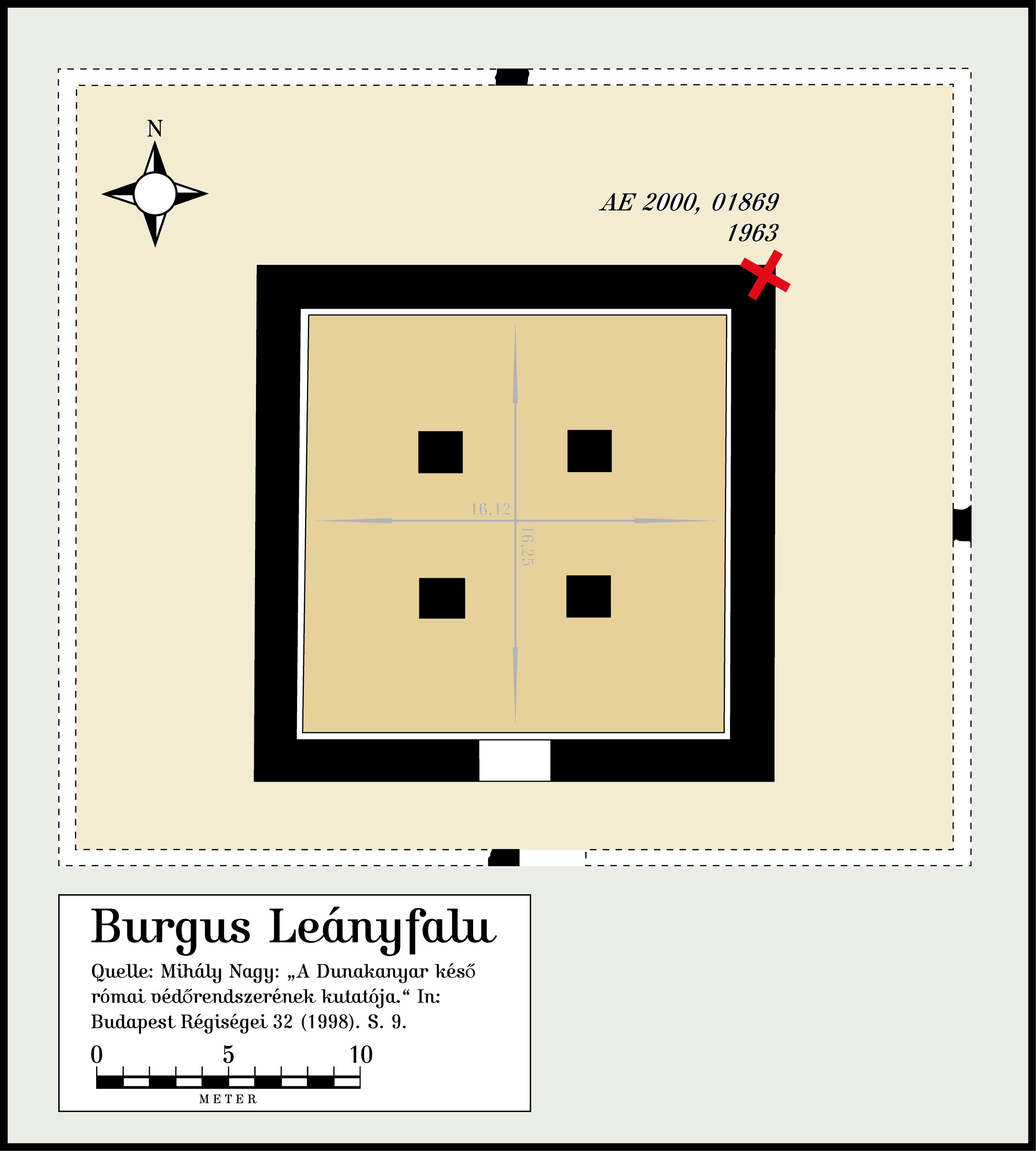
Der Burgus nach den Grabungen Sopronis

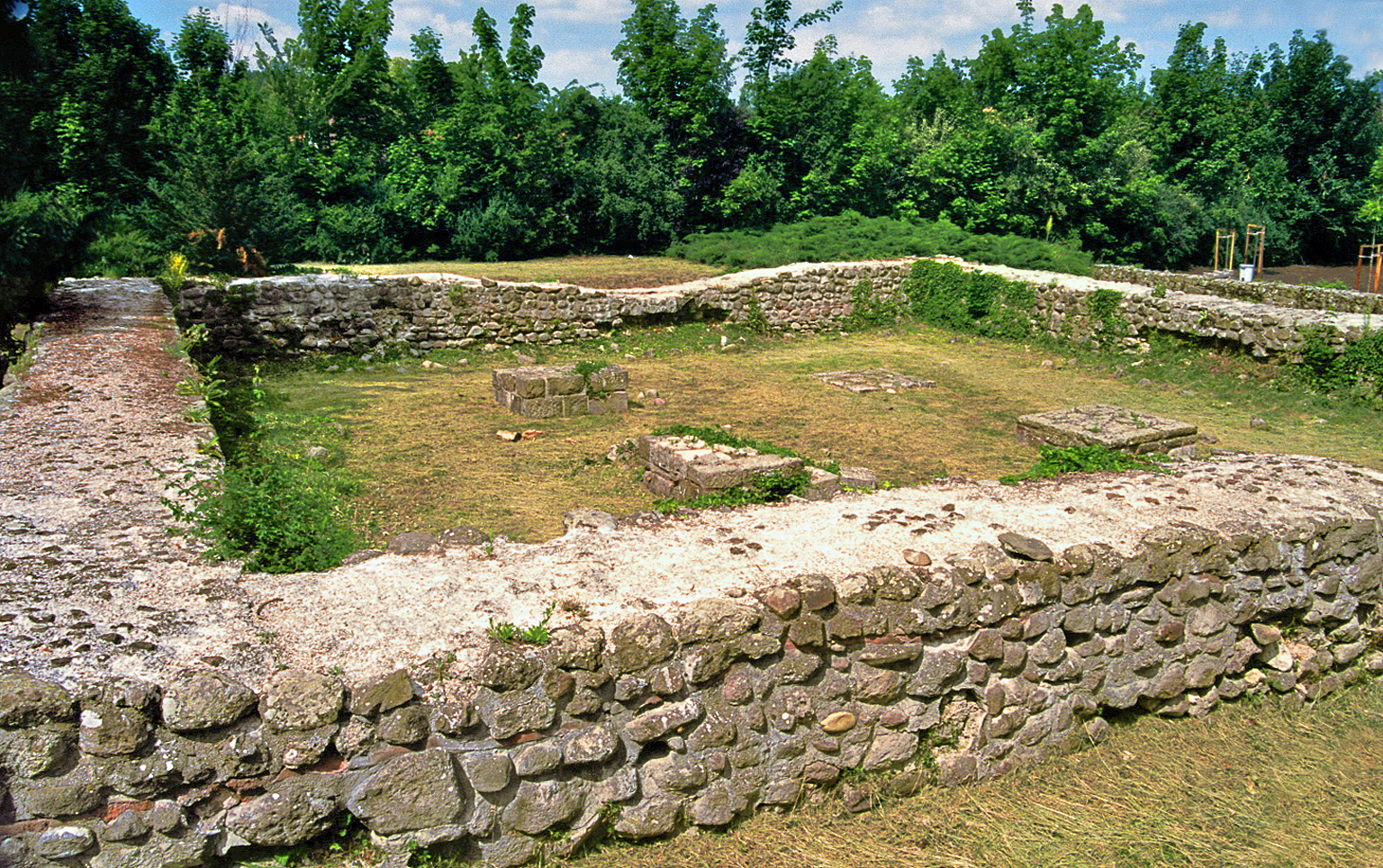
Blick von Südwesten

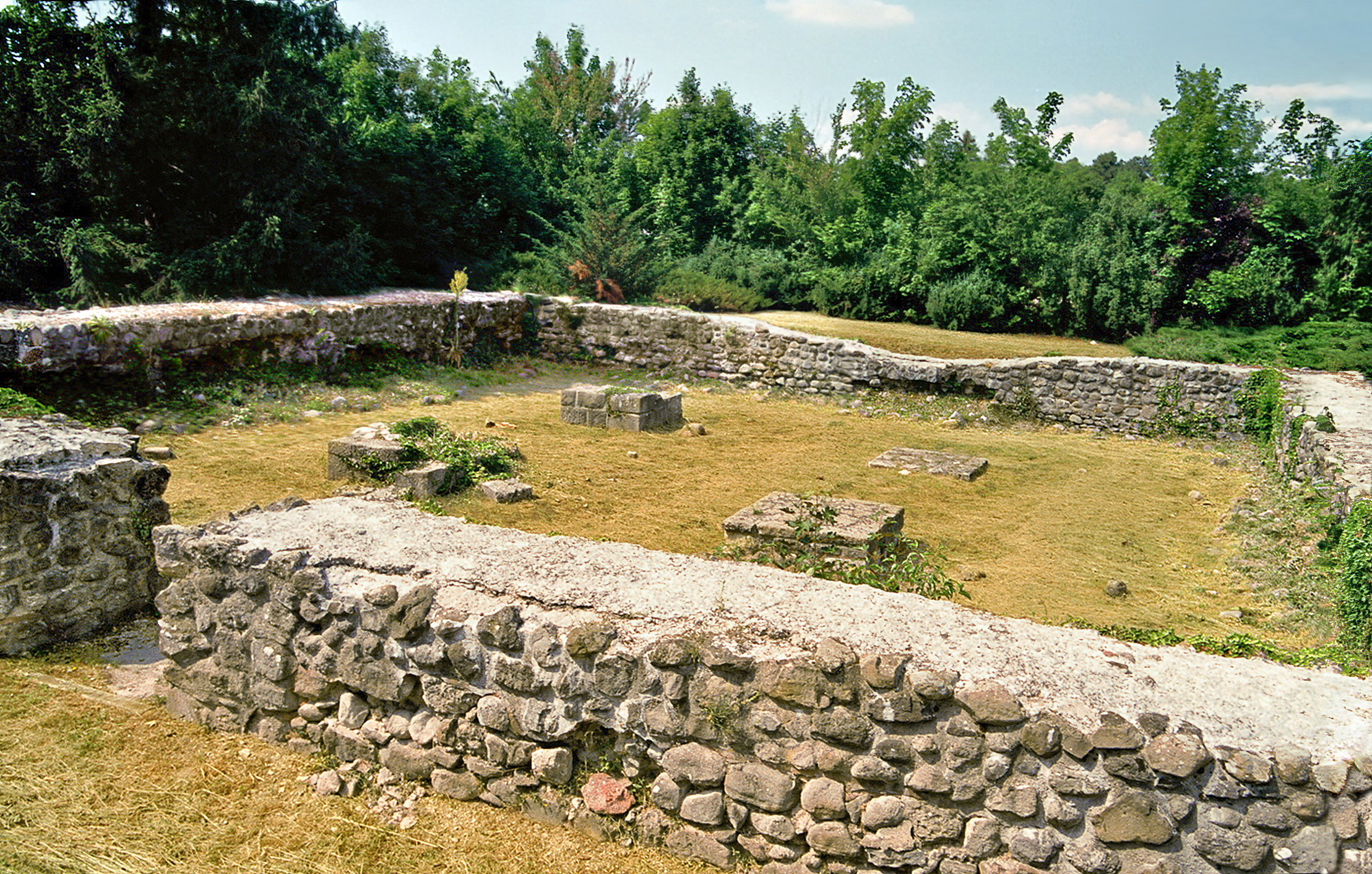
Blick von Süden

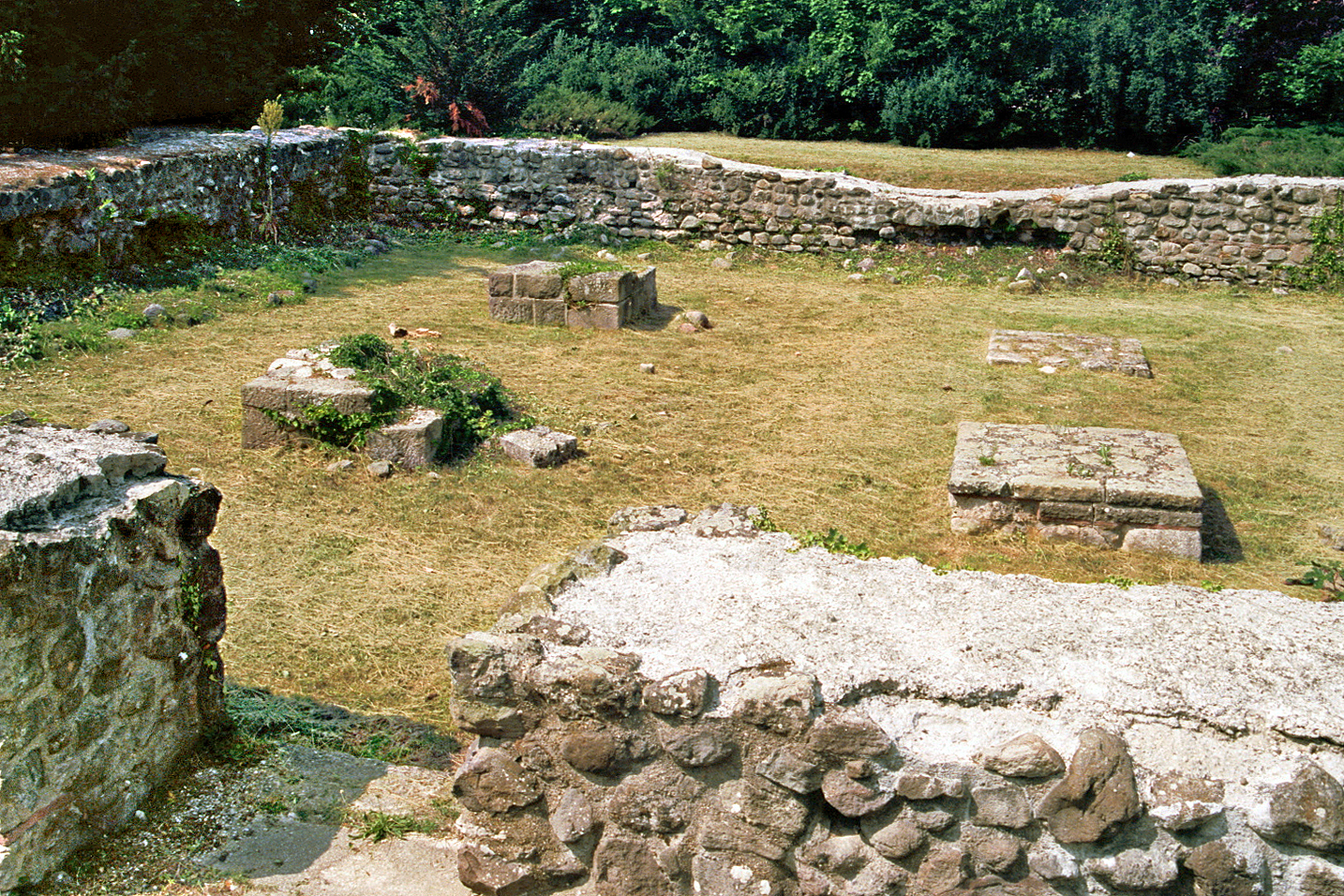
Burguseingang

Wie das Fundgut verdeutlicht, wurde die kleine Fortifikation offenbar im Zuge des umfangreichen Grenzsicherungsprogramms unter dem in Pannonien geborenen Kaiser Valentinian I. (364–375) errichtet, das dieser nach verheerenden Germaneneinfällen an Rhein und Donau aufgelegt hatte. Zentrum der Anlage war ein mächtiger, rechteckiger Turm mit den Innenmaßen 16,12 × 16,25 Meter, dessen aufgehende Mauern 1,6 Meter stark ausgelegt waren, während die Grundmauern zwischen 1,75 und 1,9 Metern schwankten. Dieser Wehr- und Wohnturm stand inmitten eines 32,5 × 32,5 Meter breiten Hofs, der von einer 0,7 Meter dicken Umfassungsmauer eingefasst wurde. Deren Tor sowie das diese Umfassungsmauer umgebende Grabensystem konnten jedoch nicht erforscht werden. Um die einzelnen Geschosse und das große Dach tragen zu können, waren im Turminneren vier steinerne Stützpfeiler im Quadrat zueinander errichtet worden. Der Eingang wurde an der Südseite aufgefunden, die Ostseite war dem Feind zugewandt. Der Treppenansatz zum Aufstieg in die oberen Stockwerke konnte an der Südwestmauer freigelegt werden. Soproni konnte aufgrund von Maueraussparungen für tragende Balken nachweisen, dass die Obergeschosse in Fachwerktechnik errichtet gewesen sein müssen.
Die in Bruchsteinmauerwerk (Opus incertum) aufgeführte Anlage gehört zu einer Reihe von weiteren gut bekannten und baugleiche konzipierten spätrömischen Burgi. Dazu zählen in Pannonien unter anderem der weiter südlich gelegene Donauwachturm in Budakalász-Lupa csárda und vielleicht sogar die rund 60 km östlich des Limes in der Gemarkung Hatvan aufgedeckten Baureste. Auch in der Schweiz bei der Stelli nahe Wallbachs sowie am mösischen Limes konnten sehr ähnliche Bodendenkmäler untersucht werden. Soproni nahm aufgrund des Fundmaterials an, dass die Fortifikation von Leányfalu mindestens bis zum Ende des 4. Jahrhunderts, möglicherweise sogar bis ins frühe 5. Jahrhundert bestand und anschließend in einer Feuersbrunst unterging. Als Besatzung werden barbarische Söldner, sogenannte Foederati, angenommen, denen in der Spät- und Endzeit des Limes vielfach die Grenzsicherung oblag. In Leányfalu könnten sich unter ihnen auch Christen befunden haben.

## Funde
Neben abgenutzten Münzen des 4. Jahrhunderts konnten einige bedeutende Funde an diesem Militärplatz gemacht werden.

### Keramik
Zum Fundmaterial am Turm gehört glasierte eingeglättete spätrömische Keramik sowie ohne Drehscheibe gefertigte Keramik barbarischen Typs. Soproni stieß bei seiner Nachgrabung 1963 fast überall auf die bereits gestörten Schichten der Vorgängergrabung, denen das Fundmaterial bereits entnommen worden war. Dennoch konnte auch er noch einige bedeutende Gefäßkeramiken bergen. Die einglättverzierte Keramik von Leányfalu unterscheidet sich trotz vieler Ähnlichkeiten von den Stücken aus der spätrömischen Brennerei am Kleinkastell Pilismarót–Malompatak, insbesondere im verwendeten Ton, der Formgebung sowie Teilen des Dekors. Die Verzierung mit ihren Wellenlinien und eingedrückten Tupfen ist sehr selten und fand sich beispielsweise am südlicher gelegenen Donaukastell Intercisa sowie im slowakischen Barbaricum. Ohne Kenntnis der einstmaligen Schichten ist es beispielsweise nicht möglich festzustellen, ob die ebenfalls aufgefundene Gittermusterkeramik aus der gleichen Schicht stammt, wie die vorgefundene provinzialrömische Keramik, also zeitgleich benutzt wurde.
Die grundsätzlichen Schwierigkeiten liegen darin, dass eine genauer gefasste Datierung der spätrömischen eingeglätteten Keramiken noch immer nicht möglich ist, da ihre frühe Produktion bereits in der ersten Hälfte des 4. Jahrhunderts begann. Nur in bekannten Schichten und Zusammenhängen aufgedeckte Fundstücke erlauben eine genauere Zuordnung. Die Theorien über eingeglättete Keramik sind heute vielfältig und sehr umstritten. Frühere Werke, wie die von Herbert Mitscha-Märheim, in denen davon noch als von reiner sogenannter Foederatenkeramik gesprochen wurde, gelten als überholt.
Die vielen aufgefundenen fehlerhaften und deformierten Keramikstücke haben immer wieder die Vermutung genährt, dass es in Leányfalu eine spätrömische Brennerei gegeben hat. Das Material von dort, aber auch aus Pilismarót-Malompatak zeigt, wie gut es den Barbaren gelang, hochwertige Nachahmungen spätrömischer Keramik zu erzeugten.

### Ziegelstempel
Bedeutend wichtiger für eine genaue Altersbestimmung der Anlage waren Ziegelstempel des Frigeridus dux. Wie unter anderem Funde von Wachtürmen zwischen Visegrád–Gizellamajor und dem Kastell Visegrád–Sibrik nahelegen, war Frigeridus offenbar ab dem Jahr 371 als Dux Valeriae ripensis für die Verteidigung der Provinz Valeria verantwortlich. Auf andere Ziegel aus Leányfalu war die Abkürzung AP VALEN gedrückt worden, das Zeichen des Tribuns Valentinus, der zeitgleich mit Frigeridus in Valeria seinen Dienst versah.

### Spolien
In den Wachturm wurden etliche Bruchstücke älterer römischer Denkmäler des ausgehenden 2. und frühen 3. Jahrhunderts als Baumaterial vermauert. Darunter waren auch epigraphische Zeugnisse. Als bedeutendste Hinterlassenschaft gilt eine vollständige große Inschriftentafel, die als Tabula ansata mit Resten der roten Bemalung in den eingemeißelten Buchstaben während der Grabungen 1963 in der Nordostecke des Turmes gefunden wurde. Die aus Kalkstein gefertigte Ehreninschrift stammt aus dem Jahr 195 n. Chr. und nennt eine nur aus diesem Text bekannte Cohors I milliaria Aurelia Antonina Surorum („1. syrische Doppelkohorte Aurelia Antonina“). Ein Teil des Kohortennamens in dieser Inschrift, Antonina Surorum, ist zur Zeit des Kaisers Severus Alexander (222–235) in Antoniniana nova Severiana geändert worden. Die Widmung des Feldzeichenträgers Marcus Aurelius Priscus, der Cohors I milliaria nova Severiana Surorum sagittaria, wurde in Drittverwendung für den Bau der Kapelle von Leányfalu herangezogen, die offenbar teilweise aus dem Material des Burgus errichtet worden ist. Die auf den Inschriften genannte Cohors I milliaria Aurelia Antoniniana nova Severiana (= Cohors I milliaria nova Severiana Surorum sagittaria = Cohors I nova Severiana Surorum sagittaria) war im südlich gelegenen Kastell Szentendre stationiert. Ein anderer Stein berichtet von einem Beneficiarius consularis der Legio II Adiutrix (2. Legion Adiutrix), welche im Legionslager Castra Aquincum (Budapest) ihr Hauptquartier hatte. Der Beneficiarius consularis war der höchste Dienstgrad, den ein Legionssoldat bei den Benefiziariern erreichen konnte. Wieder eine andere Spolie wurde ursprünglich als Altar zu Ehren des Kaisers Caracalla (211–217) errichtet. Es wird angenommen, dass all diese älteren römischen Bruchstücke für den Bau des Turmes aus dem nahen, südlich gelegenen Kohortenkastell Constantia herangeschafft wurden, das ursprünglich unter dem Namen Ulcisia Castra gegründet worden war.

### Fundverbleib
Die Steine aus Leányfalu kamen vor dem Zweiten Weltkrieg in das Aquincum-Museum in Budapest. Nach dem Krieg wurden sie an eine Außenstelle des Ungarischen Nationalmuseums, dem 1951 gegründeten Károly-Ferenczy-Museum in Szentendre, übergeben. Die bei der Grabung des Jahres 1915 geborgenen Steine gingen im Zweiten Weltkrieg zum Teil verloren. Etliche Steine aus Aquincum und wahrscheinlich auch aus Intercisa befanden sich in einer Privatsammlung der Villa Pekár in Leányfalu, die seither vom römisch-katholischen Pfarramt des Ortes aufbewahrt werden. Ein Pfarrer dieses Amtes erwarb zu dieser Sammlung noch weitere Steine aus der Umgebung.

## Denkmalschutz
Die Denkmäler Ungarns sind nach dem Gesetz Nr. LXIV aus dem Jahr 2001 durch den Eintrag in das Denkmalregister unter Schutz gestellt. Der Burgus Leányfalu sowie alle anderen Limesanlagen gehören als archäologische Fundstätten nach § 3.1 zum national wertvollen Kulturgut. Alle Funde sind nach § 2.1 Staatseigentum, egal an welcher Stelle der Fundort liegt. Verstöße gegen die Ausfuhrregelungen gelten als Straftat bzw. Verbrechen und werden mit Freiheitsentzug von bis zu drei Jahren bestraft.